# Orchestre du Mai musical florentin
L'Orchestre du Mai musical florentin (italien : Orchestra del Maggio Musicale Fiorentino) est un orchestre symphonique italien fondé en 1928 par Vittorio Gui sous le nom Orchestre Stabile de Florence.

## Historique
L'Orchestre du Mai musical florentin est fondé en 1928 par Vittorio Gui sous le nom d'Orchestra Stabile de Florence, avant d'adopter son nom actuel à la naissance du festival du Maggio Musicale Fiorentino, en 1933.
La formation assure également une saison symphonique et une saison lyrique à Florence en dehors du Mai musical proprement dit.

## Chefs permanents
Comme chefs permanents de l'orchestre se sont succédé, :
- Vittorio Gui (1929-1936) ;
- Mario Rossi (1936-1944) ;
- Igor Markevitch (1944-1946) ;
- Bruno Bartoletti (1957-1964) ;
- Riccardo Muti (1973-1982) ;
- Zubin Mehta (1985-2018, puis chef principal émérite à vie[3]) ;
- Fabio Luisi (2018[3]-2019[4]) ;
- Daniele Gatti (à partir de 2026[5]).

## Créations
L'Orchestre du Mai musical florentin est le créateur de plusieurs œuvres, d'Ivan Fedele (Antigone, opéra, commande pour le 70e Mai musical, 2007), Gian Francesco Malipiero (Symphonie no 3 « Della campane », 1945), Riccardo Malipiero (Requiem pour orchestre, 1976), Franco Mannino (Sinfonia americana, 1956) et Guido Turchi (en) (Parabola, 1995), notamment.